# Juan José Suárez Coppel
Juan José Suárez Coppel ist ein mexikanischer Öl-Manager.

## Leben
Coppel studierte am Instituto Tecnológico Autónomo de México und an der University of Chicago. Seit 2009 leitet Coppel als Nachfolger von Jesús Federico Reyes Heroles das mexikanische Unternehmen PEMEX.